# Аллин (Вашингтон)
Аллин (англ. Allyn) — переписна місцевість (CDP) в США, в окрузі Мейсон штату Вашингтон. Населення — 2194 особи (2020).

## Географія
Аллин розташований за координатами 47°23′11″ пн. ш. 122°50′21″ зх. д. / 47.38639° пн. ш. 122.83917° зх. д. (47.386445, -122.839084).  За даними Бюро перепису населення США в 2010 році переписна місцевість мала площу 4,30 км², з яких 4,09 км² — суходіл та 0,21 км² — водойми.

## Демографія
Згідно з переписом 2010 року, у переписній місцевості мешкали 1963 особи в 873 домогосподарствах у складі 649 родин. Густота населення становила 457 осіб/км².  Було 1001 помешкання (233/км²).
Расовий склад населення:
| - 93,9 % — білих - 1,4 % — азіатів - 0,6 % — чорних або афроамериканців - 0,4 % — корінних американців - 0,1 % — вихідців з тихоокеанських островів |

До двох чи більше рас належало 3,0 %. Частка іспаномовних становила 2,3 % від усіх жителів.
За віковим діапазоном населення розподілялося таким чином: 15,1 % — особи молодші 18 років, 52,2 % — особи у віці 18—64 років, 32,7 % — особи у віці 65 років та старші. Медіана віку мешканця становила 56,1 року. На 100 осіб жіночої статі у переписній місцевості припадало 98,1 чоловіків;  на 100 жінок у віці від 18 років та старших — 97,4 чоловіків також старших 18 років.
Середній дохід на одне домашнє господарство  становив 80 790 доларів США (медіана — 67 237), а середній дохід на одну сім'ю — 83 824 долари (медіана — 80 139). За межею бідності перебувало 3,4 % осіб, у тому числі 0,0 % дітей у віці до 18 років та 6,3 % осіб у віці 65 років та старших.
Цивільне працевлаштоване населення становило 795 осіб. Основні галузі зайнятості: освіта, охорона здоров'я та соціальна допомога — 35,5 %, виробництво — 24,0 %, роздрібна торгівля — 22,9 %.